# Филевский, Павел Петрович
Павел Петрович Филевский (6 [18] ноября 1856, Бахмут — 2 февраля 1951, Таганрог) — историк, педагог, первый историк города Таганрога.

## Биография
Родился 6 [18] ноября 1856 года. Его отец — Пётр Васильевич, окончив в 1844 году юридический факультет Харьковского университета, дал вольную своим крестьянам. Встретив свою будущую супругу Софью Михайловну, женился и семья из Бахмута в Екатеринославль (ныне Днепр). Через некоторое время он получил назначение в город Нахичевань на должность секретаря в магистрат. После реформ Александра II магистрат в Нахичевани был упразднён и Пётр Васильевич Филевский был приглашён на работу в Таганрог.
Павел окончил Таганрогскую классическую гимназию в 1877 году, на 2 года раньше А. П. Чехова.
Затем окончил историко-филологический факультет Императорского Харьковского университета. Работал преподавателем.
Является автором книги «История города Таганрога». Его несколько раз арестовывали «не за определённые деяния, а просто, по мнению властей», как социально опасного. Один из арестов, произведённый в 1927 году привёл к высылке из Таганрога на три года. Срок по амнистии сократили на один год, и он в июне 1929 года вернулся в Таганрог.
Умер 2 февраля 1951 года в возрасте 95 лет. Похоронен на старом кладбище.

### Переиздания «Истории города Таганрога»
- История города Таганрога. — Таганрог, «Сфинкс», 1996. — 392 с.
- История города Таганрога. — Таганрог: Сфинкс, 1996. — 380 с. — ISBN 5-7280-0033-9.
- История города Таганрога: Ч. 2. Отрывки из рукописи. Подгот. к печати О. Дятловская // Таганрогская правда. — 1998. — 31 июля. — С. 9; 7 авг. — С. 8—9; 14 авг. — С. 8—9; 21 авг.; 28 авг.;
- История города Таганрога. — Таганрог: Лукоморье, 2007. — 458 с. — ISBN 978-5-902450-09-2.

## Автобиографические записки и дневник
Половина его жизни прошла при царском режиме, другая при Советской власти, которую он встретил явно недоброжелательно, и при всяком удобном случае указывал на это.
Свои впечатления о прожитой жизни Павел Петрович изложил в своих двух трудах: «Записки», объёмом в 448 страниц и «Дневник» объёмом в 476 страниц, которые он писал в течение многих лет, оставив в форме рукописных записей. Писались они на чистой, оборотной стороне канцелярских деловых бумаг дореволюционной России. «Записки» охватывают дореволюционный период, «Дневник» — с 1 ноября 1930 года по 26 июня 1941 года, хотя, возможно, и было продолжение, но обнаружить его не удалось, а было бы интересно узнать о днях пребывания немцев в период оккупации ими Таганрога из уст П. П. Филевского. 

И «Записки» и «Дневник», с риском для себя сохранила семья Орешко.
— О. П. Гаврюшкин

### Из записок
- …мы переехали в Таганрог (из Бахмута — О. Г.).
- Как только приехали, это было в августе, так и стали меня готовить в гимназию, чем и занялся мой старший брат, но известно, какова бывает подготовка, когда свои готовят. Готовился в третий класс, но попал во второй.
- При переходе из VII в VIII класс я получил приглашение на урок в течение каникулярного времени к донскому помещику Михаилу Владимировичу Адрианову заниматься с двумя мальчиками. Я в это время уже был озабочен средствами к продолжению образования в университете, так как знал, что отцу неоткуда взять их, чтобы меня содержать в другом городе и потому поехал на полтора месяца за сто рублей.
- Хотя я был не из блестящих учеников гимназии по отметкам, и не получил ни золотой, ни серебряной медали при окончании, а только отметку об исключительной исправности: с пятого класса и до окончания VIII класса и не пропустил ни одного урока, то начальство гимназии меня отличало, и из каких-то сумм выделило мне для продолжения учёбы 150 рублей. Я один получил такое пособие и без всякой просьбы, даже не знал, что такие субсидии выдаются.
- В течение каникул шли домашние совещания, куда ехать и на какой факультет поступать. Я решил идти на историко-филологический, потому что любил историю и знал её уже тогда в пределах университетских, то есть по фактической части даже более, а карьера учительская меня привлекала, я как-то чувствовал себя врождённым педагогом…
- Отца моего и мать поздравляли с семейным торжеством, тогда ещё не так много было молодых людей, стремящихся в университеты особенно при скромных средствах и если отец, что называется, из кожи лез ради меня, то только потому, что сам был с университетским образованием.
- Так вот я вошёл в класс, познакомиться и удивительное дело, я не почувствовал ни малейшего смущения, точно вошёл в свой кабинет. А между прочим мальчики, между которыми были великовозрастные, готовили мне сюрприз.
- …Самое главное в моей деятельности было то, что, прослужив учителем 44 года, я всегда шёл на уроки с удовольствием, иногда просто с наслаждением.

### Из дневника
27 апреля 1933 года

В три часа ночи явились с обыском из Государственного Политического Управления. Перерыли всё, взяли несколько писем и книжек и арестовали…
…Мой допрос продолжался около двух часов. Говорили о моей деятельности, о моих исторических трудах, при этом вынул из ящика мою «Историю Таганрога» и сказал: «Я прочитал вашу книгу».
В это время вошёл в комнату начальник Государственного Управления и, увидев меня, сказал:
— «Мы опять с вами встретились». (Это он меня хотел выселить из квартиры).
Следователь, передавая ему «Историю Таганрога», сказал, что это труд Филевского, на что тот, обращаясь ко мне, сказал: А так вы не только капиталист и монархист, а ещё и писатель.
25 июня 1933 года

Через несколько дней после своего возвращения домой меня постигла новая беда…
В результате меня снимают с пенсии. Пенсия, пускай всего 40 рублей, но я теряю правовой облик…
Я обжаловал и пенсия тотчас была восстановлена, но хлеб, который перестали выдавать с лишением пенсии, пропал…
26 декабря 1939 года

…Теперь меня мучит мысль, как сохранить мои записи, чтобы они могли перейти к потомству и передать всё, что пережил, чувствовал один из страдальцев этого ужасного времени. Передать кому-нибудь боюсь, он может в минуту опасности уничтожить, да я этим подвергаю его опасности…
…Ко всему этому у меня нет наследника, к которому после моей смерти перейдёт всё моё имущество и оно может попасть в руки финотдела…

## Награды
- Орден Святой Анны 2-й степени.
- Орден Святой Анны 3-й степени.
- Орден Святого Станислава 2-й степени.
- Орден Святого Станислава 3-й степени.